# Tammy Blanchard
Tammy Blanchard (Bayonne, Nova Jersey, 14 de desembre de 1976) és una actriu estatunidenca de teatre, cinema i televisió. El seu debut va ser en el culebrot Guiding Light. Va rebre l'Emmy Award per la seva interpretació com Judy Garland en el telefilm Life with Judy Garland: Me and My Shadows.

## Filmografia

### Cinema
| Any  | Títol             | Personatge          | Notes         |
| ---- | ----------------- | ------------------- | ------------- |
| 2002 | Stealing Harvard  | Noreen Plummer      |               |
| 2006 | Bella             | Nina                |               |
| 2006 | The Good Shepherd | Laura               |               |
| 2008 | Cadillac Records  | Isabelle Allen      |               |
| 2009 | Deadline          | Rebecca             |               |
| 2010 | Rabbit Hole       | Izzy                |               |
| 2010 | Union Square      | Jenny               |               |
| 2011 | Moneyball         | Elizabeth Hatteberg |               |
| 2014 | Into The Woods    | Florinda            | Pre-producció |

### Televisió
| Any       | Títol                                     | Personatge        | Notes |
| --------- | ----------------------------------------- | ----------------- | --- |
| 1997-2000 | Guiding Light                             | Drew Jacobs       | 43 episodis |
| 2001      | Law & Order: Special Victims Unit         | Kelly D'Leah      | Episodi: "Consent" |
| 2001      | Life with Judy Garland: Me and My Shadows | Judy Garland      | Television movie Primetime Emmy Award for Outstanding Supporting Actress in a Miniseries or a Movie Nominació—Golden Globe Award for Best Supporting Actress – Series, Miniseries or Television Film Nominació—Satellite Award for Best Supporting Actress – Series, Miniseries or Television Film |
| 2002      | Law & Order: Criminal Intent              | Sarah Eldon       | Episodi: "Tomorrow" |
| 2002      | We Were the Mulvaneys                     | Marianne Mulvaney | Telefilm |
| 2004      | When Angels Come to Town                  | Sally Reid        | Telefilm |
| 2007      | Sybil                                     | Sybil             | Telefilm |
| 2008      | Living Proof                              | Nicole Wilson     | Teleilm |
| 2009      | Empire State                              | Beth Cochrane     | Telefilm |
| 2010      | Amish Grace                               | Amy Roberts       | Telefilm |
| 2010      | Law & Order                               | Dana Silva        | Episodi: "Brazil" |
| 2010      | The Good Wife                             | Petra Long        | Episodi: "Taking Control" |
| 2012      | A Gifted Man                              | Louise Mitchell   | Episodi: "In Case of Heart Failure" |
| 2012      | The Big C                                 | Giselle           | 3 episodis |

### Teatre
| Any       | Títol                                            | Personatge   | Notes                                                       |
| --------- | ------------------------------------------------ | ------------ | ----------------------------------------------------------- |
| 2003-2004 | Gypsy: A Musical Fable                           | Louise/Gypsy | Nominació—Tony Award for Best Featured Actress in a Musical |
| 2011      | How to Succeed in Business Without Really Trying | Hedy LaRue   | Nominació—Tony Award for Best Featured Actress in a Musical |

## Premis i nominacions

### Premis
- 2001: Primetime Emmy a la millor actriu secundària en minisèrie o telefilm per Life with Judy Garland: Me and My Shadows

### Nominacions
- 2002: Globus d'Or a la millor actriu secundària en sèrie, minisèrie o telefilm per Life with Judy Garland: Me and My Shadows